# Wohnhausanlage Breitenfurter Straße 401–413
Die Wohnhausanlage Breitenfurter Straße 401–413, auch als „Breitenfurter Fisch“ bekannt, befindet sich im Süden Wiens im 23. Gemeindebezirk Liesing. Sie wurde 1984–1987 nach Plänen des luxemburgischen Architekten Rob Krier gemeinsam mit der Architektin Hedwig Wachberger und dem Architekten  Peter Gebhard errichtet. Dabei wurden aus drei unterschiedlichen Einzelideen ein Gesamtkonzept entwickelt. Zwischen dem Liesingbach und der Breitenfurter Straße wurde eine Anlage im postmodernen Stil und mit fischförmiger Grundriss-Form errichtet, die in Summe 324 Wohneinheiten umschließt.

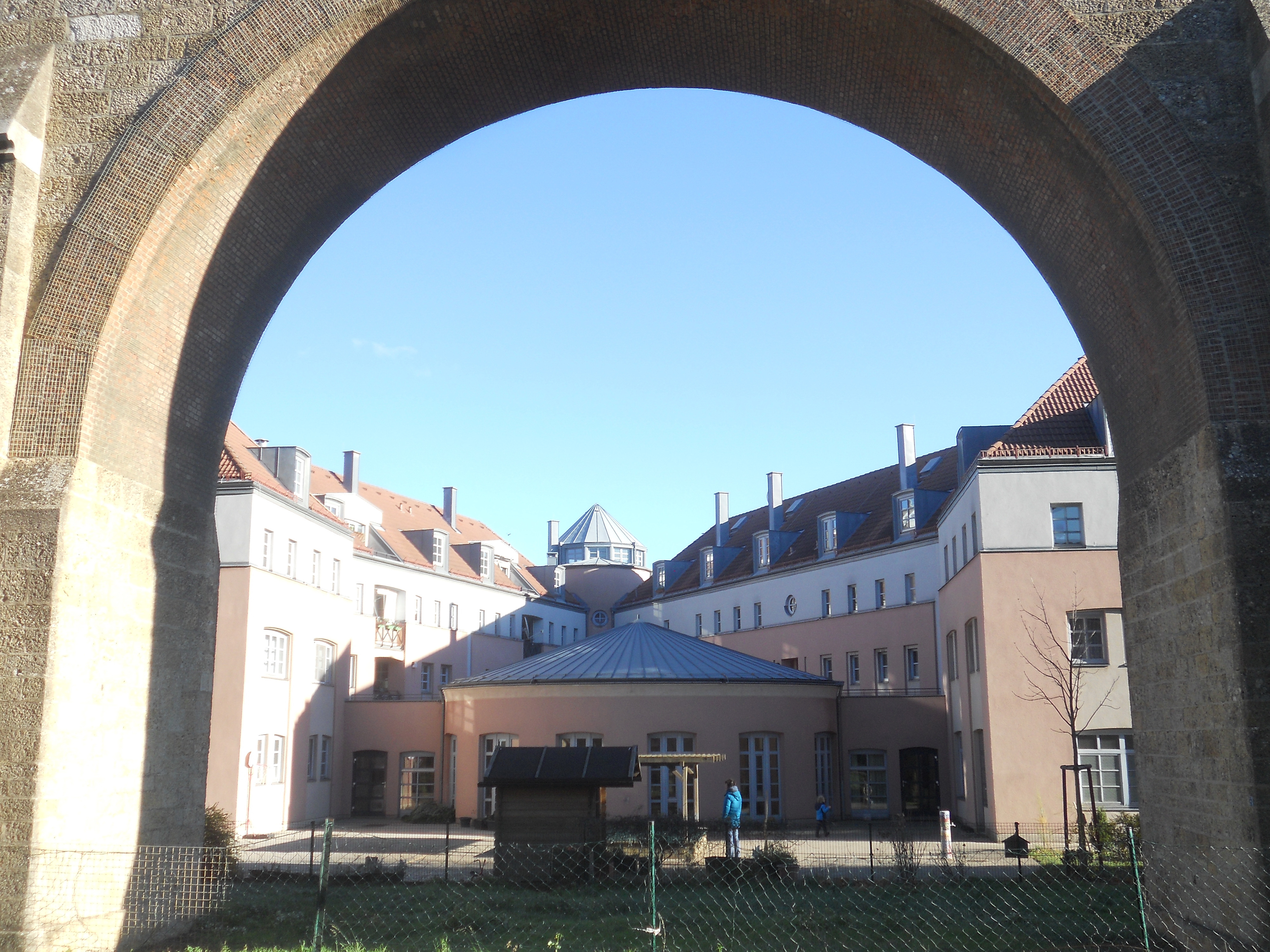
Ostbau mit Blick durch den Aquäduktbogen

## Lagebeschreibung
Die Anlage befindet sich größtenteils im Liesinger Bezirksteil Rodaun, die östlichsten Teile aber bereits im zentral gelegenen Bezirksteil Liesing. Der Breitenfurter Fisch befindet sich nicht weit entfernt vom Liesinger Platz. An diesem zentralen Verkehrsknoten im Süden von Wien finden sich zahlreiche infrastrukturelle Einrichtungen.

## Geschichte / Entstehungsgeschichte
Das zu bebauende Grundstück war schon vor Baubeginn durch den Liesingbach im Süden und die Breitenfurter Straße im Norden eingegrenzt und auch ein Aquädukt der I. Wiener Hochquellenwasserleitung quert seit dem Jahre 1873 dieses Areal. Auf diese Gegebenheiten mussten die Architekten eingehen und kamen somit zu unterschiedlichen architektonischen Lösungen, die sich auch an Traditionen des Roten Wiens anlehnten und schlussendlich auch zur besonderen Grundriss-Form führten.

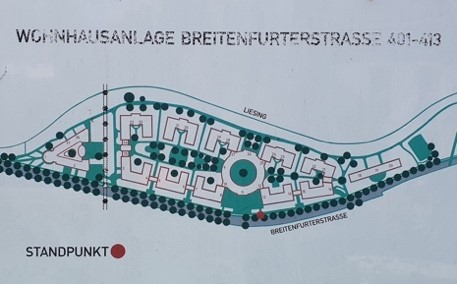
Grundriss der Wohnhausanlage Breitenfurter Straße 401–413

## Baubeschreibung (Architektur)
Die gesamte Anlage besteht aus verschiedenen architektonischen Teilen, die sich zusammen zu dieser besonderen fischförmigen Anlage erschließen. So errichteten die Architekten im Osten einen dreieckigen Bau, der von der restlichen Anlage durch ein Aquädukt abgetrennt wurde. An diesen schließen Mehrfamilienhäuser in Blockrandbebauung, ein zentraler Rundbau im Zentrum der Anlage und ein abschließender längsrechteckiger Bau im Westen der Anlage an. Die Breitenfurter Straße lässt Bezüge zu Traditionen des Wiener Gemeindebaus durch ihre Fassadenfarbe in Rosa mit den türkisen Fenstern, große halboffene und offene Grünflächen in der Anlage und durch die Gestaltung der Anlage in Blockrandbebauung erkennen. Jedoch unterscheidet sie sich durch stets auftauchende postmoderne Stilelemente wie Pilaster, Säulen, Gesimse und Rundbauten stark von anderen großen Wohnanlagen in Wien.

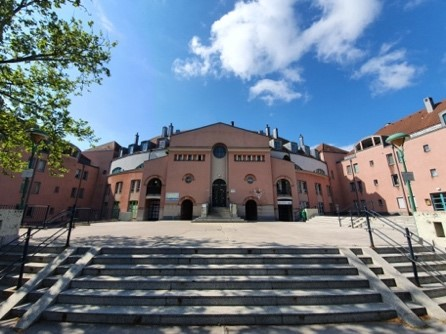
Zentraltreppenzugang zum Rundbau aus Sicht der Breitenfurter Straße

## Ostbau
Im dreieckigen Ostbau, welcher vom Architekten Robert Krier geplant wurde, verlaufen zwei Flügel zu einem tempelartigen Rundbau zusammen, welcher von Säulen flankiert den Eingang zum Gebäude darstellt. Dieser steht gänzlich im Zeichen der Pädagogik und Bildung. Im Flügel entlang des Liesingbaches ist ein Kindergarten und im Flügel seitens Breitenfurter Straße ist ein pädagogisches Zentrum untergebracht. Dies sind die Teile, die sich im Gegensatz zu der übrigen Anlage im Bezirksteil Liesing befinden.

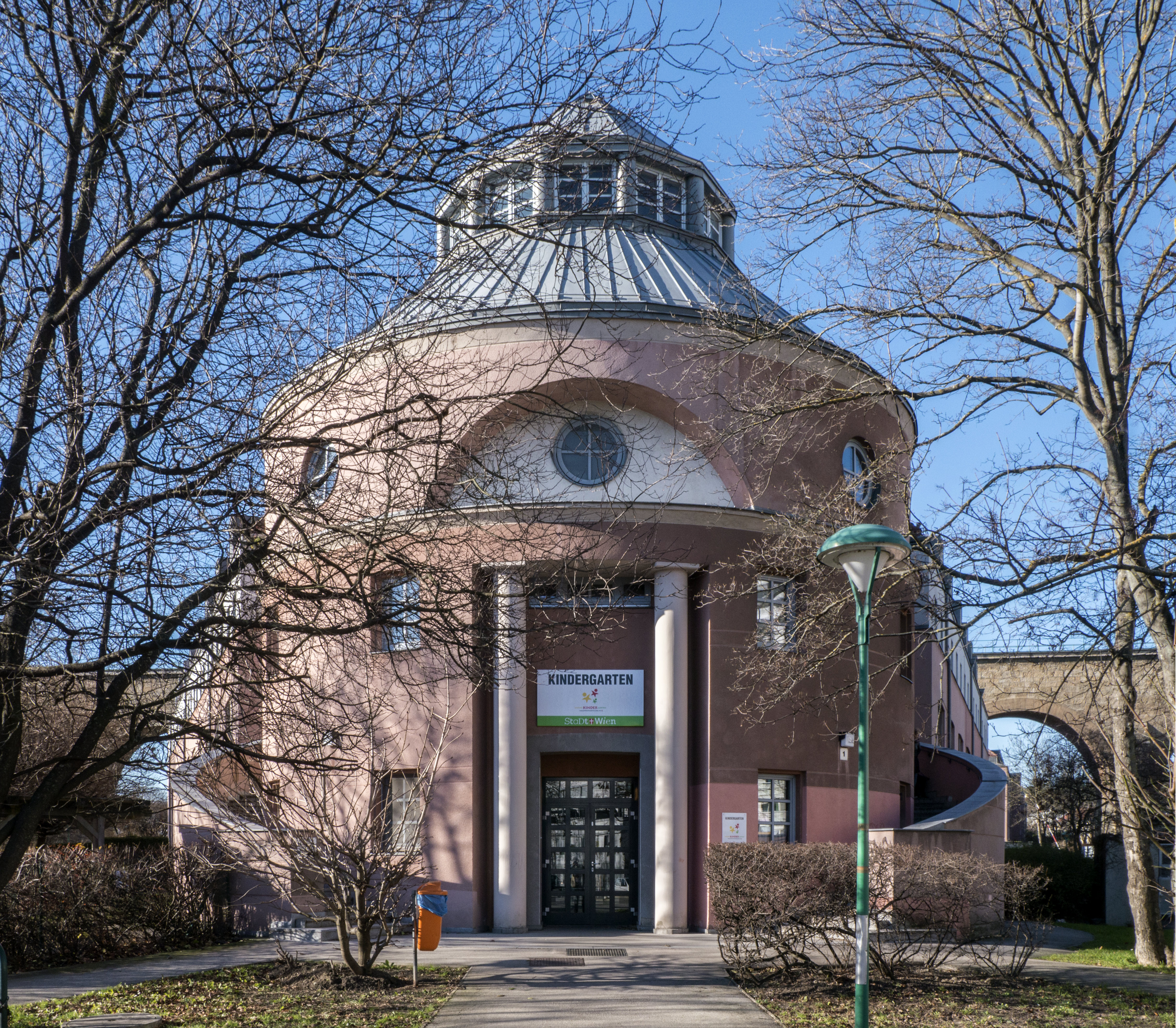
Kindergarten

## Mehrfamilienhäuser
Der dreigeschoßige, straßenseitig geschlossene Bau ist durch große Portale betretbar und erschließt sich im Inneren aus aneinandergereihten U-förmigen Mehrfamilienhäusern, die kleine, intime Nachbarschaften bilden und sich zu einem gemeinsamen Hof mit Eigengärten und öffentlich zugänglichen Grünflächen öffnen. Diese Mehrfamilienhäuser sind durch weiße, portalartige Brücken miteinander verbunden, welche zugleich Gehwege, als auch Trennlinien zwischen den Häusern bilden. In einem Innenhof lässt sich außerdem die Skulptur Schreitende menschliche Figur der Bildhauerin Josefine Sokole aus dem Jahre 1987 finden. Die sogenannte Blockrandbebauung wurde allerdings nicht durchgängig in geschlossener Bauweise umgesetzt, sondern wird durch Gehwege zwischen den U-förmigen Mehrfamilienhäusern, über denen sich seitens Breitenfurter Straße Portalverbindungen erstrecken, aufgelockert. Vor allem der Blick von der Seite des Liesingbaches gibt eine gänzlich andere Perspektive auf die Anlage; denn neben dem risalitartigen Zentralbau wurden nach vorne springende Balkone entworfen, die einen grünen Ausblick über den Süden von Liesing erlauben.

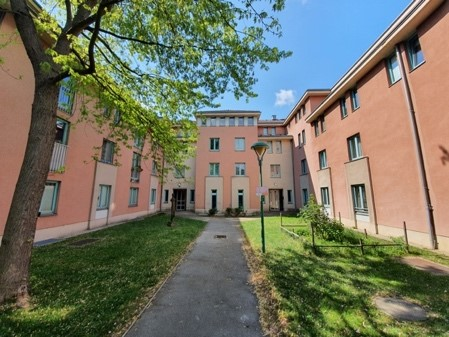
Blick in einen Innenhof der U-förmigen Mehrfamilienhäusern

## Rundbau
Der tempelartige Rundbau im Zentrum der Anlage stellt nicht nur den eigentlichen Zugang dar, sondern nimmt in dem fischförmigen Areal auch die Stellung einer zentralen Platzanlage ein und wurde von Robert Krier selbst als Camillo-Sitte-Platz bezeichnet. Dieser wird vom Architekten durch einen doppelgeschoßigen Arkadenhof im Erdgeschoß gestaltet, welcher sich in der Farbgebung vom übrigen Baukörper absetzt. In diesem findet man eine Promenade mit einer Geschäftszeile, Gemeinschaftseinrichtungen und einem Kindertagesheim. Der runde Arkadenhof ist durch vier Eingänge betretbar, die alle unterschiedlich gestaltet wurden. Aus der Sicht der Breitenfurter Straße präsentiert sich vor dem Rundbau ein dreischiffiger Portikus mit Zentraltreppenzugang vor einem rechteckig wirkenden öffentlichen Platz, vor welchem drei verschiedene Buslinien halten, während auf der Seite des Liesingbaches der Rundbau durch das dicht bewachsene Areal kaum sichtbar ist. Im Zentrum des Rundbaus steht ein großer alter Laubbaum und dem Hauptportikus straßenseitig zugewandt, werden Besucher von einer monumentalen Skulptur des Architekten Krier selbst begrüßt. Diese zeigt zwei auf einem Sockel Rücken an Rücken kniende, fragmentierte männliche Oberkörper und trägt den Titel Mahnmal: Schatten und Licht.

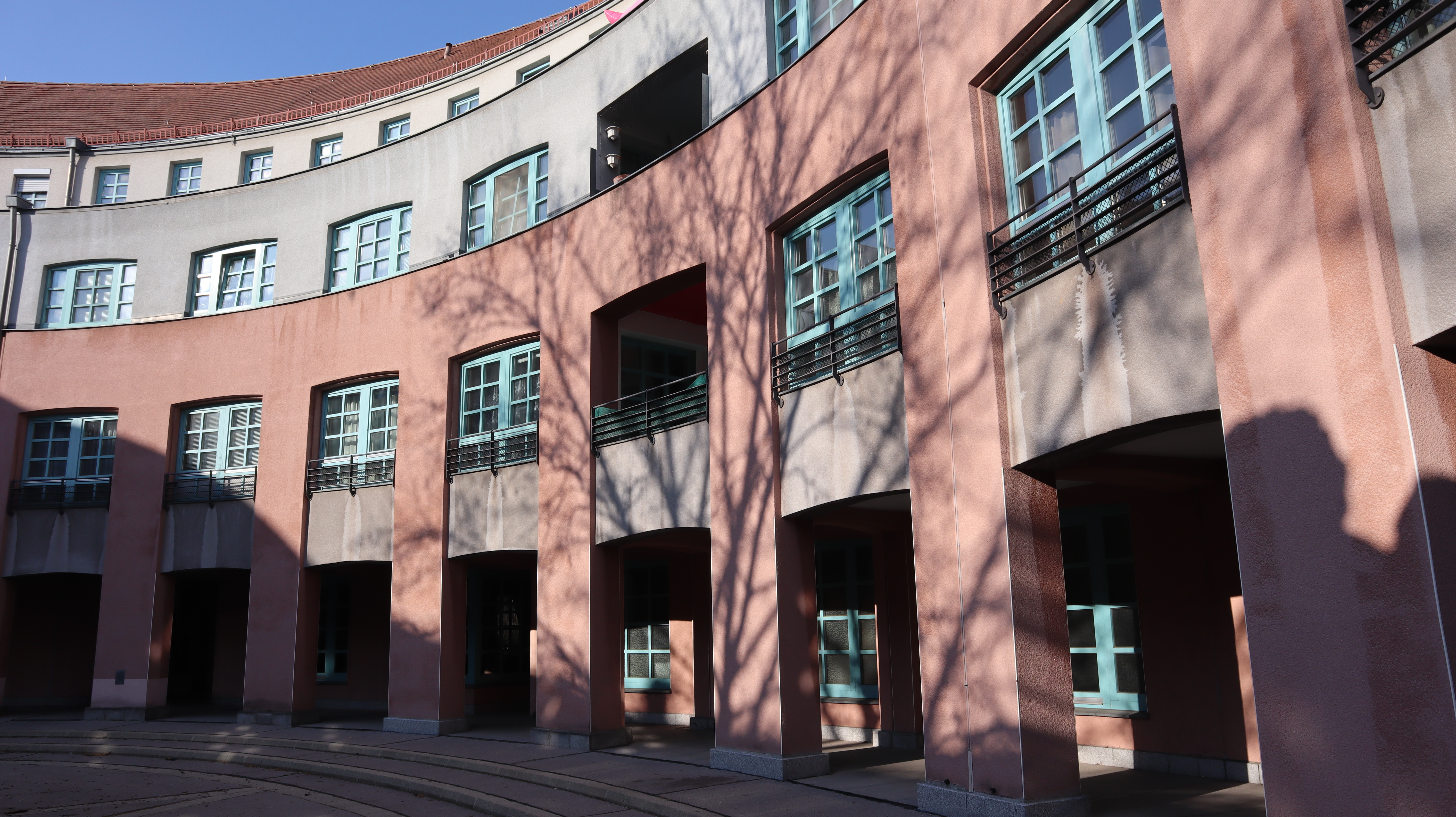
Tempelartiger Rundhof im Zentrum der Anlage

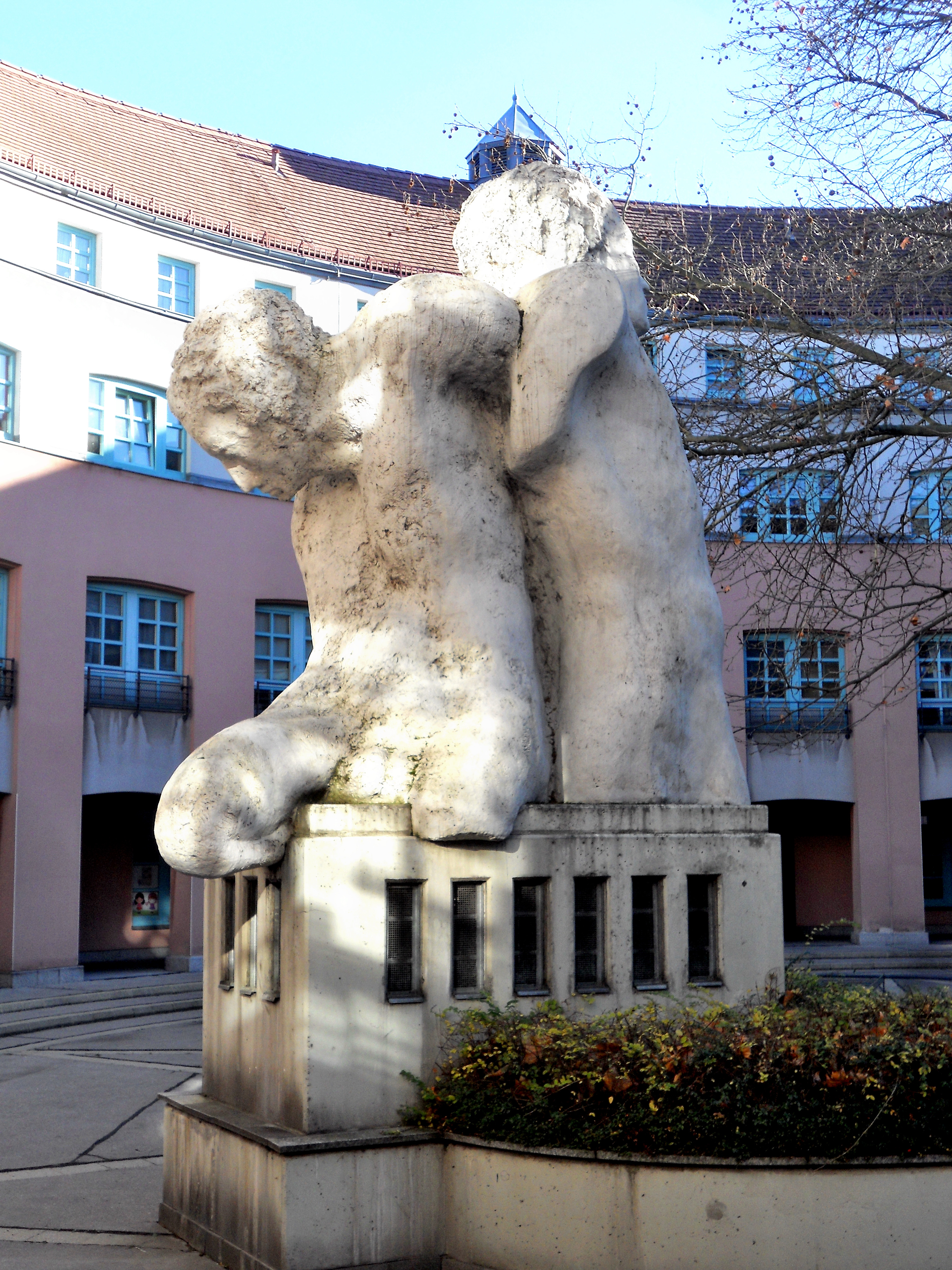
Monumentale Skulptur zweier fragmentierter männlicher Oberkörper

## Längsrechteckiger Bau
Beim schmalsten Stück des Grundstückes im Westen entschieden sich Gebhard und Wachberger von der Blockrandbebauung Abstand zu nehmen und errichteten einen langgezogenen rechteckig wirkenden Bau, einen sogenannten „oblongen Bau“. Dieser wurde mittig am Flaschenhals des Grundstücks gesetzt, was zu deutlich mehr Grünfläche vom Gebäuderand bis zur Grundstücksgrenze führt.

## Hauptwerk der Postmoderne in Wien
Die Wohnhausanlage wird in der Literatur im städtebaulichen Diskurs interpretiert. Im Kern wurde das Werk als klassischer blockartig aufgebauter sozialer Wohnbau identifiziert, der an die Bautradition des Roten Wiens anschließt. Das drückt sich besonders durch die Anordnung der Innenhöfe und durch die Mehrfamilienhäuser aus. Dabei wurde mit nostalgischer Sorgfalt städtischer Raum in öffentlichen, halböffentlichen und privaten Raum aufgeteilt. Im Kontrast dazu finden sich in der Literatur auch Thesen, die die Wohnhausanlage als Hauptwerk der Postmoderne in Wien einstufen. Dabei wird auf die neotraditionelle Verwendung von klassischen und historischen Architekturformen hingewiesen, die in der Geschichte des sozialen Wohnbaus des Roten Wiens unüblich waren. Das betrifft besonders den kolosseumsartigen Arkadenhof, die rotundenartige Verbindung der zwei Flügel im Ostbau, sowie auch Säulen, Pilaster und Gesimse, welche in der Gesamtkomposition immer wieder auftauchen.
Florian Urban merkte an, dass diese neue Urbanität im Sinne des Neoklassizismus häufig in Kombination mit konservativen politischen Agenden auftrat.
Dem wiederum wurde entgegnet, dass Robert Kriers Lösungsansatz die klassizistischen Elemente beinhaltet um zu dem römisch wirkenden Aquädukt, das sich durch das Grundstück zieht, Bezug aufzunehmen. Demzufolge käme die Verwendung antiker Elemente einer Adaptionsleistung an die relevante Bauumgebung gleich. Es scheint sich jedenfalls bei dieser Wohnhausanlage um eine der wenigen in Wien zu handeln, die architektonische Elemente des sozialistischen Wiens der Zwischenkriegszeit mit herrschaftlich wirkender Architektur verbinden. Dabei gruppieren sich die einheitlich sozialistisch anmutenden Mehrfamilienhäuser mit den geteilten halböffentlichen Plätzen um einen imperialen tempelartigen Zentralbau, wobei der Platz im zentralen Rondeau wiederum in sozialistischer Tradition der Kunst gewidmet wurde.